# Николоди, Дария
Дария Николоди (итал. Daria Nicolodi; 19 июня 1950, Флоренция — 26 ноября 2020, Рим) — итальянская актриса и сценарист. В течение долгого времени была спутницей режиссёра Дарио Ардженто (они никогда не состояли в официальном браке), мать актрисы и режиссёра Азии Ардженто.

## Биография
Родилась в семье адвоката-еврея и католички. С детства интересовалась оккультизмом (её бабушка была медиумом и практиковала белую магию).
Дария начала выступать на сцене в возрасте 14 лет. В 17 лет она сбежала из дому. В 1967 году она поступила в Академию драматического искусства в Риме. Там она встретила театрального режиссёра Луку Ронкони, который предложил ей дебютировать в следующем году на Международном театральном фестивале в Венеции. С 1970 года снималась в кинофильмах, однако настоящая известность пришла к актрисе только после начала сотрудничества в 1975 году с Дарио Ардженто.

## Избранная фильмография

### Актриса
| Год  |   | Русское название        | Оригинальное название    | Роль                     |
| ---- | - | ----------------------- | ------------------------ | ------------------------ |
| 1975 | ф | Кроваво-красное         | Profondo rosso           | Джиана Бреззи            |
| 1980 | ф | Инферно                 | Inferno                  | Элиза Сталлоне ван Адлер |
| 1982 | ф | Дрожь                   | Tenebrae                 | Анна                     |
| 1982 | ф | Жизнь Джузеппе Верди    | La vida de Verdi         | Маргерита Барецци        |
| 1985 | ф | Феномен                 | Phenomena                | Фрау Брюкнер             |
| 1987 | ф | Фотография Джойи        | Le foto di Gioia         | Эвелин                   |
| 1987 | ф | Ужас в опере            | Opera                    | Мира                     |
| 1989 | ф | Ужас Паганини           | Paganini Horror          | Сильвия                  |
| 1989 | ф | Синдбад за семью морями | Sinbad of the Seven Seas | Рассказчик               |
| 1991 | ф | Секта                   | La Setta                 | Сектантка-врач           |
| 1998 | ф | Слова любви             | La parola amore esiste   | Мать Анжелы              |
| 1998 | ф | Виола целует всех       | Viola bacia tutti        | Сибилла                  |
| 2000 | ф | Пурпурная дива          | Scarlet Diva             | Мать Анны                |
| 2007 | ф | Мать слёз               | The Mother of Tears      | Элиза Мэнди              |

### Сценарист
1. Суспирия (1977)
2. Инферно (1980)
3. Ужас Паганини (1989)